# Kőszegdoroszló
Kőszegdoroszló is een plaats (község) en gemeente in het Hongaarse comitaat Vas. Kőszegdoroszló telt 250 inwoners (2001).